# Cryptops japonicus
Cryptops japonicus är en mångfotingart som beskrevs av Masatoshi Takakuwa 1934. Cryptops japonicus ingår i släktet Cryptops och familjen Cryptopidae.
Artens utbredningsområde är Taiwan. Inga underarter finns listade i Catalogue of Life.